# فرانك بيكر
فرانك بيكر (بالإنجليزية: Frank Baker)‏ هو لاعب كرة قدم أمريكية أمريكي، ولد في 23 يوليو 1909، وتوفي في 14 سبتمبر 1985.